# Facidia nigrofusca
Facidia nigrofusca är en fjärilsart som beskrevs av Walker 1865. Facidia nigrofusca ingår i släktet Facidia och familjen nattflyn. Inga underarter finns listade i Catalogue of Life.